# Kago
Pour l’article homonyme, voir Ai Kago.
Pour l’article ayant un titre homophone, voir Cagot.

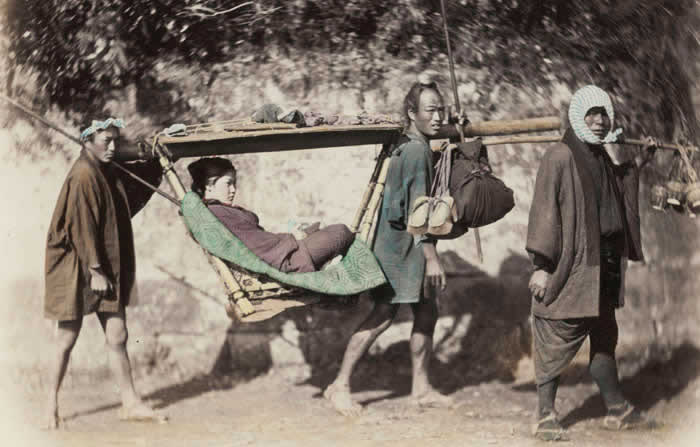
Portrait d'une femme au Japon, dans un kago, avec ses porteurs (Felice Beato, entre 1863 et 1877).

Un kago (駕籠) est une sorte de chaise à porteurs japonaise, formant une logette de bambou tressé, portée par deux hommes au moyen d'une perche unique.
Plus rustique, plus léger et moins coûteux qu'un palanquin (norimono), le kago était, pendant l'ère Edo, un moyen de transport apprécié.

## Description

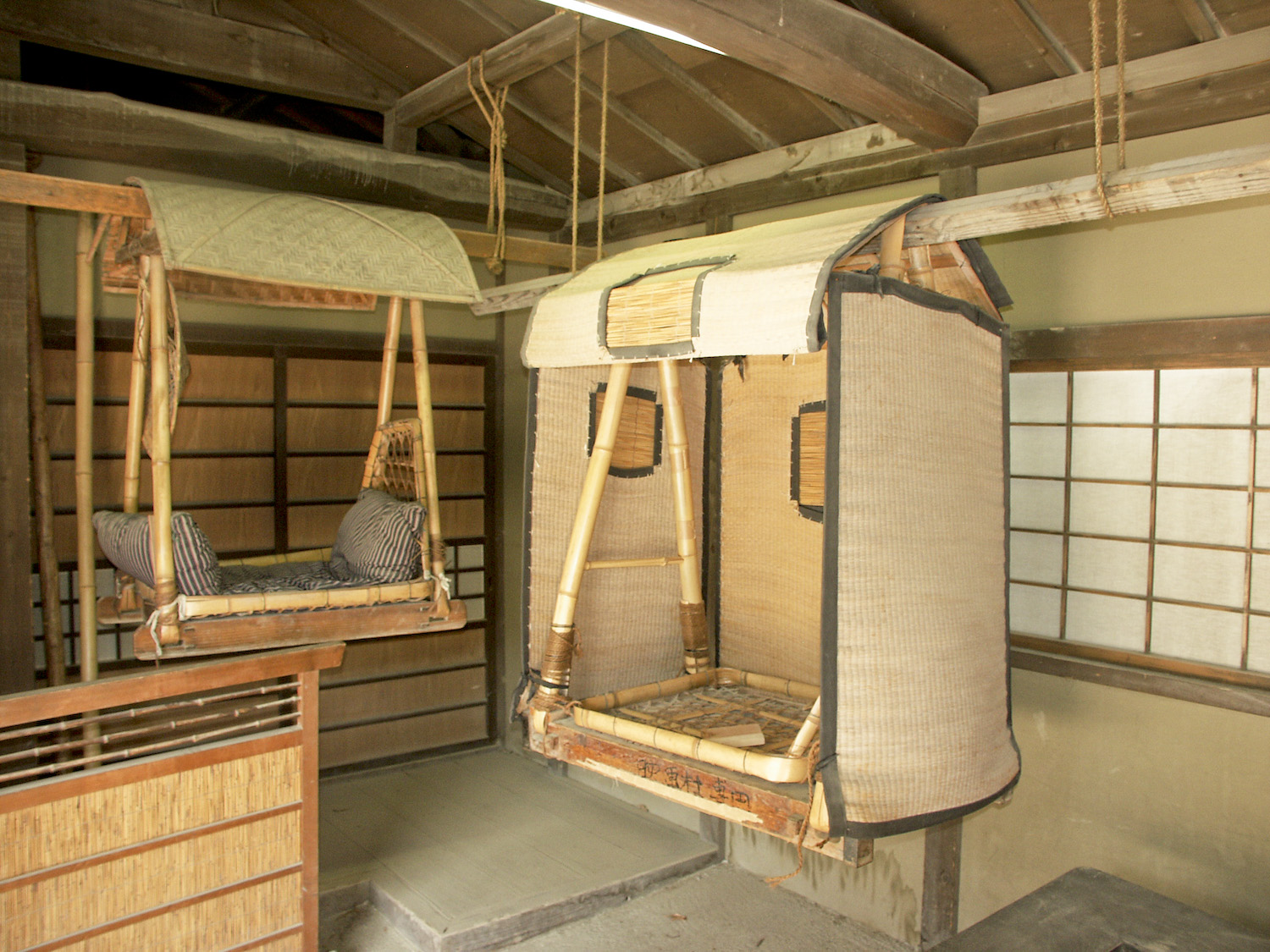
Photo récente de kago montrant les principales caractéristiques.

Un kago n'était en principe utilisé que pour porter une seule personne à la fois. L'avant et l'arrière étaient en principe couverts ; les côtés, en revanche en étaient laissés ouverts, ou protégés par des volets relevables.

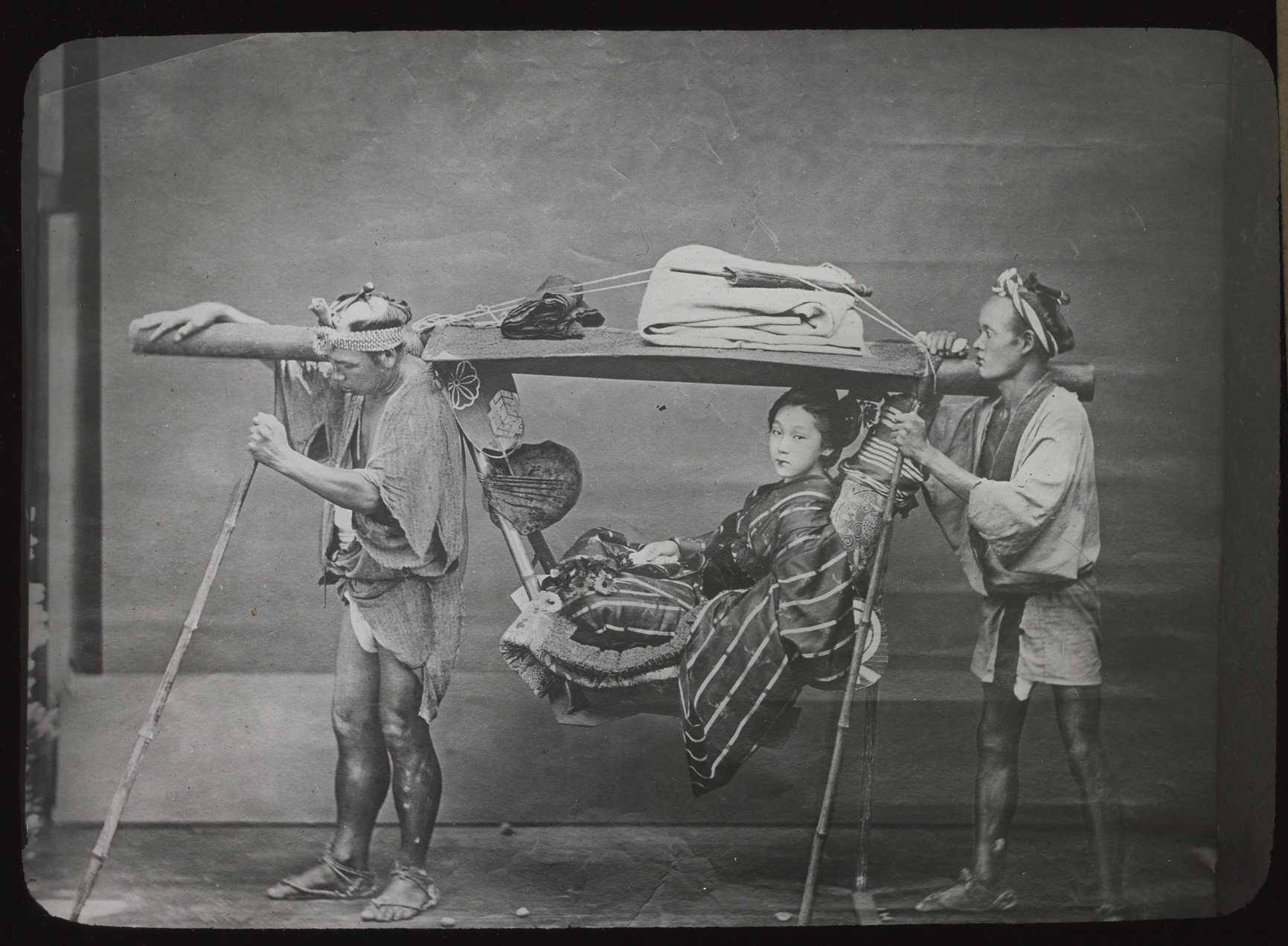
Kago, avec ses deux porteurs et une passagère.

Ils étaient typiquement formés d'une plate-forme où s'installait le voyageur, suspendue à une perche au moyen d'un triangle ouvert fait de bambou à l'avant, et d'un autre à l'arrière, qui pouvait, lui, être fermé par un dossier de bambou tressé. Un toit léger recouvrait la perche et pouvait se prolonger de chaque côté par des volets relevables, formés d'une fine natte de bambou tressé. À l'époque Edo, les triangles de bambou formant l'avant et l'arrière étaient légèrement inclinés, pour fournir un meilleur confort au voyageur.
Par leur relative légèreté et leurs dimensions réduites, les kago étaient particulièrement adaptés aux voyageurs devant emprunter des routes de montagne, et pourtant désireux de se déplacer dans des conditions de confort raisonnables.
Il ne faut pas confondre le kago avec les koshi, ou les norimono (palanquins), plus élaborés et coûteux.
Photographe vénitien d'origine, Felice Beato fit de 1863 à fin 1884 un travail unique pour fixer sur ses plaques le Japon de la vie quotidienne, tel qu'il était à la fin de l'ère Edo et au début de l'ère Meiji. On lui doit plusieurs photographies de kago, avec leurs porteurs parfois fort pittoresques.

## Voir aussi

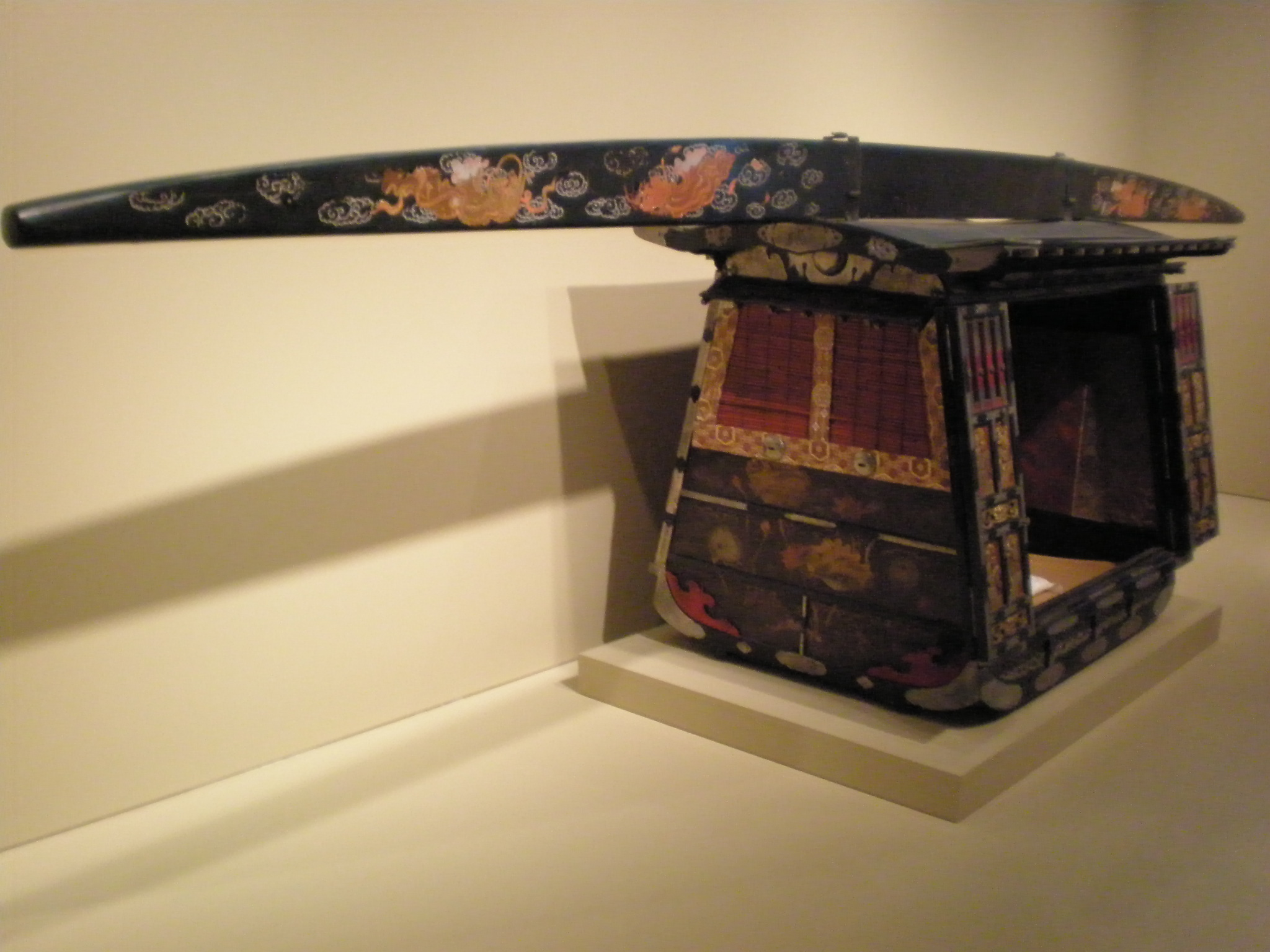
Photo d'un luxueux norimono mettant en évidence les différences avec un simple kago.